# روباه بازیگوش و هزار درخت ساکورا
روباه بازیگوش و هزار درخت ساکورا (به ژاپنی: 浮かれ狐千本桜?, "The Playful Fox and the Thousand Cherry Tress) یک فیلم درام تاریخی ژاپنی جیدایگکی به کارگردانی سایتو توراجیرو است که در سال ۱۹۵۴ ساخته شده است. در این فیلم نقش میناموتو نو یوشیتسونه (۱۱۵۹ – ۱۱۸۹) را تاکاشی وادا ایفا می‌کند.